# Mascarpone

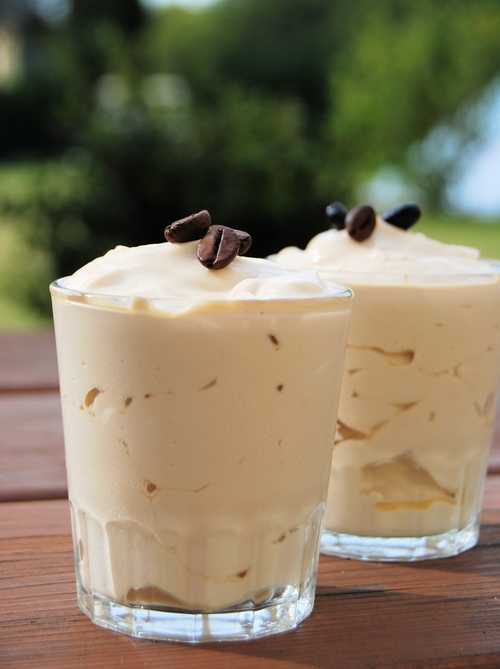
Cremă cu mascarpone și cafea

Mascarpone este o brânză italiană din lapte de vacă, cu pastă proaspătă, fără crustă. Numele vine de cuvântul din dialectul lombard mascherpa, ceea ce înseamnă „smântână”.
Brânza Mascarpone este făcută din smântână coagulată. După procesul de denaturare, zerul este îndepărtat fără presare sau îmbătrânire. Se poate produce cremă de mascarpone cu acid tartric, acid citric, sau chiar suc de lămâie. Mascarpone este lăptos, de culoare albă-gălbuie și este ușor tartinabil. Procentul de grăsime este foarte ridicat, cuprins între 60% și 75%.
Acesta este folosit în feluri de mâncare diferite din regiunea Lombardia, și în special în provincia Lodi, unde este o specialitate. Mascarpone este un ingredientul principal pentru tiramisù. Uneori este folosit în loc de unt sau de brânză Parmezan pentru a îngroșa și îmbogăți risotto.